# Richard Lenski
Richard Eimer Lenski, född 13 augusti 1956, är en amerikansk evolutionsbiolog och professor inom mikrobiell ekologi som är känd för sina långtidsexperiment med bakterien Escherichia coli (E. coli).